# Kobylanka (gemeente)
De gemeente Kobylanka is een landgemeente in West-Pommeren. Aangrenzende gemeenten:
- Szczecin (stadsdistrict)
- Stargard Szczeciński (miejska) en Stargard Szczeciński (wiejska) (powiat Stargardzki)
- Goleniów (powiat Goleniowski)
- Stare Czarnowo (powiat Gryfiński)

De zetel van de gemeente is in het dorp Kobylanka.
De gemeente beslaat 8,0% van de totale oppervlakte van de powiat.

## Demografie
Stand op 30 juni 2004:
| Omschrijving                   | Totaal | Totaal | Vrouwen | Vrouwen | Mannen | Mannen |
| ------------------------------ | ------ | ------ | ------- | ------- | ------ | ------ |
| eenheid                        | aantal | %      | aantal  | %       | aantal | %      |
| inwoners                       | 3524   | 100    | 1769    | 50,2    | 1755   | 49,8   |
| bevolkingsdichtheid (inw./km²) | 28,9   | 28,9   | 14,5    | 14,5    | 14,4   | 14,4   |

De gemeente heeft 2,9% van het aantal inwoners van de powiat. In 2002 bedroeg het gemiddelde inkomen per inwoner 2308,84 zł.

## Plaatsen
sołectwo:
Bielkowo, Cisewo, Jęczydół, Kobylanka, Kunowo, Morzyczyn - Zieleniewo, Motaniec, Niedźwiedź, Rekowo, Reptowo.
Zonder de status sołectwo : Gajęcki Ług, Kałęga, Miedwiecko, Morawsko, Wielichówko, Zagość.